# يوتيوب بووب
مقاطع يوتيوب بووب (بالإنجليزية: YouTube Poop) هو نوع من تجميع مقاطع الفيديو أو فيديو تعديل عن طريق إعادة مزج/تعديل مصادر وسائط موجودة مسبقًا، غالبًا ما تحمل دلالة ثقافية فرعية إلى مقطع فيديو جديد لأغراض فكاهية، سوقية، تهكمية، فاحشة، غريبة، خرقة، مُضايِقة، مربكة، درامية. يتم تحميل مقاطع يوتيوب بووب تقليديًا إلى خدمة استضافة الفيديو يوتيوب، ومن هنا جاء الاسم.